# Мичаёль (приток Северной Кельтмы)
Мичаёль (устар. Мича-Ёль) — река в России, течёт по территории Усть-Куломского района Республики Коми. Устье реки находится в 71 км по правому берегу Северной Кельтмы. Длина реки составляет 22 км.

## Данные водного реестра
По данным государственного водного реестра России относится к Двинско-Печорскому бассейновому округу, водохозяйственный участок реки — Вычегда от истока до города Сыктывкар, речной подбассейн реки — Вычегда. Речной бассейн реки — Северная Двина.
Код объекта в государственном водном реестре — 03020200112103000015395.